# Stan Smith
Stan Smith (* 14. prosince 1946 v Pasadeně, USA) je bývalý profesionální americký tenista, jehož kariéra spadá do počátku otevřené éry. Proslul především jako vynikající partner pro čtyřhru, ve které dosáhl podstatně větších úspěchů, než ve dvouhře.
V roce 1972 (tj. v době těsně před zavedením žebříčku ATP) byl vyhlášen nejlepším světovým tenistou roku.
Za svou kariéru vyhrál celkem 35 turnajů ATP ve dvouhře (z toho 2 grandslamové turnaje) a 54 turnajů ATP ve čtyřhře (z toho 5 grandslamových).

## Grandslamová vítězství
- dvouhra US Open - 1971
- dvouhra Wimbledon - 1972
- čtyřhra US Open - 1968, 1974, 1978 a 1980
- čtyřhra Australian Open - 1970